# Shoji Gen
Shōji Gen (昌子 源 (Xương-Tử Nguyên) Shōji Gen, sinh ngày 11 tháng 12 năm 1992) là một cầu thủ bóng đá chuyên nghiệp người Nhật Bản thi đấu ở vị trí hậu vệ cho câu lạc bộ Gamba Osaka và đội tuyển quốc gia Nhật Bản.

## Sự nghiệp quốc tế
Tháng 5 năm 2018, Shōji có tên trong danh sách sơ bộ tuyển Nhật Bản dự World Cup 2018 tại Nga.

## Thống kê sự nghiệp

### Câu lạc bộ
Tính đến 22 tháng 12 năm 2017
| Câu lạc bộ      | Mùa giải  | Giải vô địch | Giải vô địch | Cúp Hoàng đế Nhật Bản | Cúp Hoàng đế Nhật Bản | J. League Cup | J. League Cup | AFC     | AFC       | Khác1   | Khác1     | Tổng cộng | Tổng cộng |
| Câu lạc bộ      | Mùa giải  | Số trận      | Bàn thắng    | Số trận               | Bàn thắng             | Số trận       | Bàn thắng     | Số trận | Bàn thắng | Số trận | Bàn thắng | Số trận   | Bàn thắng |
| --------------- | --------- | ------------ | ------------ | --------------------- | --------------------- | ------------- | ------------- | ------- | --------- | ------- | --------- | --------- | --------- |
| Kashima Antlers | 2011      | 0            | 0            | 2                     | 0                     | 0             | 0             | 0       | 0         | -       | -         | 2         | 0         |
| Kashima Antlers | 2012      | 9            | 0            | 4                     | 1                     | 5             | 0             | -       | -         | -       | -         | 18        | 1         |
| Kashima Antlers | 2013      | 4            | 0            | 0                     | 0                     | 1             | 0             | -       | -         | 0       | 0         | 5         | 0         |
| Kashima Antlers | 2014      | 34           | 2            | 0                     | 0                     | 6             | 0             | -       | -         | 0       | 0         | 40        | 2         |
| Kashima Antlers | 2015      | 29           | 3            | 0                     | 0                     | 4             | 0             | 5       | 0         | 0       | 0         | 38        | 3         |
| Kashima Antlers | 2016      | 34           | 1            | 4                     | 0                     | 2             | 1             | 0       | 0         | 5       | 0         | 45        | 2         |
| Kashima Antlers | 2017      | 34           | 1            | 2                     | 1                     | 1             | 0             | 8       | 0         | 1       | 0         | 46        | 2         |
| Kashima Antlers | Tổng cộng | 144          | 7            | 12                    | 2                     | 19            | 1             | 13      | 0         | 6       | 0         | 184       | 10        |

1Bao gồm Suruga Bank Championship.

### Quốc tế
Tính đến 15 tháng 6 năm 2021
| Nhật Bản  | Nhật Bản | Nhật Bản  |
| Năm       | Số trận  | Bàn thắng |
| --------- | -------- | --------- |
| 2015      | 1        | 0         |
| 2016      | 1        | 0         |
| 2017      | 8        | 1         |
| 2018      | 5        | 0         |
| 2019      | 3        | 0         |
| 2021      | 2        | 0         |
| Tổng cộng | 20       | 1         |

### Bàn thắng quốc tế
Tỉ số và kết quả liệt kê bàn thắng của Nhật Bản trước.
| #  | Date                 | Địa điểm                                | Đối thủ    | Tỉ số | Kết quả | Giải đấu                |
| -- | -------------------- | --------------------------------------- | ---------- | ----- | ------- | ----------------------- |
| 1. | 12 tháng 12 năm 2017 | Sân vận động Ajinomoto, Tokyo, Nhật Bản | Trung Quốc | 2–0   | 2–1     | Cúp bóng đá Đông Á 2017 |

## Danh hiệu

### Câu lạc bộ
- J. League Division 1: 2016
- Giải vô địch bóng đá các câu lạc bộ châu Á: 2018

### Cá nhân
- Đội hình tiêu biểu J.League: 2016, 2017